# Marchese di Ailsa
Marchese di Ailsa è un titolo ereditario della nobiltà inglese della parìa del Regno Unito. Esso venne creato il 10 settembre 1831 per Archibald Kennedy, XII conte di Cassilis. Il titolo di conte di Cassilis (pronunciato "Cassels") era stato creato nel 1509 per il III lord Kennedy. Questo titolo era stato creato a sua volta nella paria di Scozia nel 1457. Il I marchese venne creato anche Barone Ailsa nella Parìa del Regno Unito il 12 novembre 1806.
Il nome del titolo deriva dall'isola di Ailsa Craig nel Firth of Clyde, sede storica della famiglia che è stata attualmente messa in vendita per 1.500.000 sterline. James Kennedy, arcivescovo di St Andrews, era il fratello minore del primo lord Kennedy. Il marchese di Ailsa è inoltre il capo ereditario del Clan Kennedy. Le sedi della famiglia erano la Cassillis House ed il castello di Culzean presso Maybole, nell'Ayrshire.

## Lords Kennedy (1457)
- Gilbert Kennedy, I lord Kennedy (circa 1406–1480)
- John Kennedy, II lord Kennedy (m. 1508)
- David Kennedy, III lord Kennedy (m. 1513) (creato Conte di Cassilis nel 1509)

## Conti di Cassilis (1509)
- David Kennedy, I conte di Cassilis (m. 1513)
- Gilbert Kennedy, II conte di Cassilis (m.1527)
- Gilbert Kennedy, III conte di Cassilis (1515–1558)
- Gilbert Kennedy, IV conte di Cassilis (c. 1541–1576)
- John Kennedy, V conte di Cassilis (c. 1573–1615)
- John Kennedy, VI conte di Cassilis (m.1668)
- John Kennedy, VII conte di Cassilis (m.1701)
- John Kennedy, VIII conte di Cassilis (1700–1759)

Dal 1759 al 1762 i titoli e le proprietà della famiglia Kennedy vennero disputati tra l'erede maschio e l'erede generale. Quest'ultimo, William [Douglas], conte di Ruglen, di March e poi duca di Queensberry, era figlio ed erede di William [Douglas], conte di March, e di sua moglie Anne [Hamilton], suo jure contessa di Ruglen, prima figlia ed erede di John [Hamilton], conte di Selkirk e Ruglen, e della sua prima moglie, lady Anne Kennedy, unica figlia che ebbe eredi di John [Kennedy], VII conte di Cassillis. Egli pretese i titoli e le proprietà sulla base di antichi documenti che portò a conoscenza della Camera dei Lords ma non riuscì a spuntarla.
- Thomas Kennedy, IX conte di Cassilis (m. 1775), già IV Baronetto di Culzean
- David Kennedy, X conte di Cassilis (m. 1792)
- Archibald Kennedy, XI conte di Cassilis (m. 1794)
- Archibald Kennedy, XII conte di Cassilis (1770–1846) (creato Marchese di Ailsa nel 1831)

## Marchese di Ailsa (1831)
- Archibald Kennedy, I marchese di Ailsa (1770–1846)
- Archibald Kennedy, II marchese di Ailsa (1816–1870)
- Archibald Kennedy, III marchese di Ailsa (1847–1938)
- Archibald Kennedy, IV marchese di Ailsa (1872–1943)
- Charles Kennedy, V marchese di Ailsa (1875–1956)
- Angus Kennedy, VI marchese di Ailsa (1882–1957)
- Archibald David Kennedy, VII marchese di Ailsa (1925–1994)
- Archibald Angus Charles Kennedy, VIII marchese di Ailsa (1956–2015)
- David Thomas Kennedy, IX marchese di Ailsa (n. 1958)

L'erede apparente dell'attuale detentore del titolo è il figlio Archibald David Kennedy, conte di Cassilis (n. 1995).